# Aiguamúrcia
Aiguamúrcia és un municipi de la comarca de l'Alt Camp, Catalunya. És el municipi més extens de la comarca, situat a les muntanyes que separen el Penedès del Camp de Tarragona. Limita al nord amb Querol i Pontons, a l'est amb el Montmell, al sud amb Vila-rodona i a l'oest amb el Pont d'Armentera i el Pla de Santa Maria. Pel municipi hi passa el riu Gaià i la riera de Marmellar, afluent del riu de Foix. S'hi pot accedir per les carreteres C-51 i C-37 i per l'autopista AP-2. Al municipi hi ha cinc monuments declarats Béns Culturals d'Interès Nacional: el Monestir de Santes Creus, els castells romànics de l'Albà, Selma i Ramonet, i la creu de terme gòtica d'Aiguamúrcia.

## Geografia
- Llista de topònims d'Aiguamúrcia (Orografia: muntanyes, serres, collades, indrets..; hidrografia: rius, fonts...; edificis: cases, masies, esglésies, etc).

Aiguamúrcia conté diversos nuclis de població, alguns dels quals superen en nombre d'habitants el tradicional cap del municipi, el poble d'Aiguamúrcia. Són més habitats, doncs, Santes Creus (al voltant del conegut monestir del Cister, les Pobles (el nucli més poblat), el Pla de Manlleu i les urbanitzacions del Mas d'en Perers i els Manantials.
El poble d'Aiguamúrcia, que ha donat nom al municipi i que n'ha estat el cap tradicional fins que la capitalitat ha passat a Santes Creus, és una petita localitat situada al marge esquerre del riu Gaià, al sud-oest del terme, molt a prop del límit municipal de Vila-rodona.
Es troba en regressió demogràfica: el 2005 tenia 65 habitants, 63 el 2006 i 59 el 2007. Està comunicat per carreteres locals amb l'Albà, Santes Creus i la carretera comarcal que porta a Vila-rodona i a la nacional C-51.
D'origen romà, el nucli actual es va formar al voltant d'uns edificis medievals propers al riu. De fet l'etimologia d'aquest nom és semblant a Riumors i Ultramort: aigües quietes, on hi ha murtra. Hi destaca el celler cooperatiu modernista.
Té diverses masies, com Ca l'Estanella, situada a 518 metres.

## Demografia
| Entitat de població | Habitants (2024) |
| Mas d'en Parès      | 299              |
| les Pobles          | 170              |
| Santes Creus        | 168              |
| el Pla de Manlleu   | 145              |
| els Manantials      | 92               |
| Aiguamúrcia         | 54               |
| l'Albà              | 21               |
| les Ordres          | 12               |
| la Planeta          | 4                |
| Font: Idescat       |                  |

| 1497 f | 1515 f | 1553 f | 1717 | 1787 | 1857  | 1877  | 1887  | 1900  | 1910  |
| ------ | ------ | ------ | ---- | ---- | ----- | ----- | ----- | ----- | ----- |
| 24     | 37     | 33     | 261  | 561  | 1.943 | 2.113 | 2.498 | 1.902 | 1.911 |

| 1920  | 1930  | 1940  | 1950  | 1960  | 1970 | 1981 | 1990 | 1992 | 1994 |
| ----- | ----- | ----- | ----- | ----- | ---- | ---- | ---- | ---- | ---- |
| 1.768 | 1.535 | 1.475 | 1.405 | 1.069 | 766  | 604  | 547  | 568  | 568  |

| 1996 | 1998 | 2000 | 2002 | 2004 | 2006 | 2008 | 2010 | 2012 | 2014 |
| ---- | ---- | ---- | ---- | ---- | ---- | ---- | ---- | ---- | ---- |
| 614  | 627  | 652  | 671  | 690  | 797  | 886  | 914  | 906  | 909  |

| 2016 | 2018 | 2020 | 2022 | 2024 | 2026 | 2028 | 2030 | 2032 | 2034 |
| ---- | ---- | ---- | ---- | ---- | ---- | ---- | ---- | ---- | ---- |
| 903  | 893  | 930  | 961  | 957  | -    | -    | -    | -    | -    |

## Política

### Eleccions municipals
Nombre de regidors per partit
| Junts  | - | - | - | - | - | - | - | - | - | - | 3 | 3 |  |  |
| PSC    | 4 | 4 | 4 | 4 | 3 | 3 | 3 | 2 | 2 | - | - | - |  |  |
| PP     | - | - | - | - | - | - | - | 0 | - | 0 | 0 | - |  |  |
| ERC    | - | - | - | - | - | - | - | - | - | 2 | 2 | - |  |  |
| ECP    | - | - | - | - | - | - | - | 2 | 3 | 2 | 2 | 4 |  |  |
| CiU    | 3 | 3 | 3 | 3 | 4 | 4 | 4 | 3 | 2 | 3 | - | - |  |  |
| UCD    | 0 | - | - | - | - | - | - | - | - | - | - | - |  |  |
| Altres | - | - | - | - | - | - | - | - | - | - | - | - |  |  |
| Total  | 7 | 7 | 7 | 7 | 7 | 7 | 7 | 7 | 7 | 7 | 7 | 7 |  |  |
|        |   |   |   |   |   |   |   |   |   |   |   |   |  |  |

## Història
Es diu que el nom d'Aiguamúrcia prové del llatí aqua murcida ('aigua marcida', 'aigua morta'), que ens indicaria que les aigües del riu Gaià, en arribar al poble, quedaven estancades i perdien la verdor del fons, com si es marcissin. També es dona com a probable origen la forma Aquae Murtra, que faria referència al fet que el riu estava consagrat a la deessa Murtra (un altre dels noms de Venus).
L'origen del municipi correspon a l'establiment dels castells de l'Albà i de Selma, cap al segle x. A mitjan segle xii s'hi establí la comunitat monàstica de Santes Creus.
Va formar part de la Vegueria de Vilafranca del Penedès fins al 1716. Després va passar a formar part del Corregiment de Vilafranca del Penedès des del 1716 fins al 1833.

## Economia
Principalment basada en l'agricultura de secà (vinyes) i el turisme derivat de la situació al municipi del monestir de Santes Creus.
El 1970 la seva renda anual mitjana per capita era de 17.437 pessetes (104,80 euros).
El 1983 el terme municipal d'Aiguamúrcia comptava amb unes 131 explotacions agràries d'entre 0 i 5 hectàrees, unes 138 d'entre 5 i 50 hectàrees, 17 d'entre 50 i 200 hectàrees i 4 explotacions d'entre 200 i 1.000 hectàrees.

## Govern i administració
Resultat de les eleccions municipals del 2007:
- CiU: 3 regidors (197 vots - 35,95%)
- Independents pel Municipi d'Aiguamúrcia (IMA-EPM): 2 regidors (163 vots - 29,74%)
- PSC: 2 regidors (135 vots - 24,64%)

L'alcalde del municipi des del 1991, Josep Jesús Escoda i Anguera, de CiU, fou rellevat per Ramon Banach i Gallard, del PSC, el juny del 2009, arran del pacte de govern entre CiU i el PSC.